# Oranienbaum-Wörlitz
Oranienbaum-Wörlitz é um município da Alemanha, situado no distrito de Wittenberg, no estado de Saxônia-Anhalt. Tem 115,16 km² de área, e sua população em 2019 foi estimada em 8 242 habitantes. Foi formado em 1 de janeiro de 2011 após a fusão dos antigos municípios de Oranienbaum, Wörlitz, Brandhorst, Gohrau, Griesen, Horstdorf, Kakau, Rehsen, Riesigk e Vockerode.